# Випирайло Людмила Олександрівна
Людмила Олександрівна Випирайло (нар. 19 липня 1979; Сімферополь, УРСР, СРСР) — українська велогонщиця, яка виступала на треку. Чемпіонка Європи 2004 року. Брала участь у літніх Олімпійських іграх 2004 року.

## Життєпис
Людмила Випирайло народилася 19 липня 1979 року у Сімферополі.
З 1991 року займалася легкою атлетикою. У 1994 році перейшла до трекового велоспорту, тренувалася під керівництвом Миколи Кучерова. Згодом перейшла до Владислава Голубєва. Навчалася у Таврійському національному університеті імені В. І. Вернадського. Виступала за Збройні сили України. Неодноразово вигравала чемпіонат України.
У 2001 році завоювала дві медалі на юніорському чемпіонаті Європи у Брно: срібло в гонці за очками і бронзу в індивідуальному спринті.
У 2004 році виграла жіночий чемпіонат Європи з омніуму на витривалість (гонка за очками, індивідуальна гонка переслідування, скретч і гонка на вибування).
Того ж року увійшла до складу збірної України на літніх Олімпійських іграх в Афінах. Виступала в гонці за очками і посіла 18-е місце серед 18 фіналістів з мінус 20 очками за відставання на коло.
У 2005 році стала бронзовою призеркою чемпіонату світу у Лос-Анджелесі в скретчі, поступившись росіянці Ользі Слюсарєвій і австралійці Кетрін Бейтс.
Двічі вигравала етапи Кубка світу в скретчі — обидва рази в 2004 році в Москві. Також на рахунку Випирайло в 2004—2008 роках 5 срібних і 3 бронзових медалі на етапах Кубка світу.
У 2006—2007 роках виступала за українську професійну команду Arda Natura — Pinarello — Ukraina. Після 2008 року припинила виступи.